# Josef Doležal
Josef Doležal   (Příbram, 12 de desembre de 1920 - Praga, 28 de gener de 1999) fou un atleta txec, especialista en marxa atlètica, que va competir sota bandera txecoslovaca entre la fi de la Segona Guerra Mundial i mitjans de la dècada de 1960.
El 1952 va prendre part en els Jocs Olímpics d'Estiu de Hèlsinki, on disputà dues proves del programa d'atletisme. Guanyà la medalla de plata en els 50 quilòmetres marxa, mentre en els 10 quilòmetres marxa quedà eliminat en sèries. També disputà els Jocs de Melbourne de 1956 i els de Roma de 1960. En ambdues participacions no aconseguí cap resultat destacat.
En el seu palmarès destaca una medalla d'or en els 10 quilòmetres marxa i una de plata en els 50 quilòmetres marxa del Campionat d'Europa d'atletisme de 1954. També guanyà disset campionats nacionals, onze dels 50, quatre dels 10 i dos dels 20 quilòmetres.

## Millors marques
- 20 quilòmetres marxa. 1h 29' 59.8" (1957)
- 50 quilòmetres marxa. 4h 15' 13.8" (1956)[1][5]